# くろしお出版
株式会社 くろしお出版（くろしおしゅっぱん、英称:Kurosio Publishers）は、日本の出版社。

## 概要
1946年、岡野篤信らが創設の「ローマ字教育会」が源流。1948年に株式会社化して国語ローマ字検定教科書を発行する。1960年前後からくろしお出版の商号での出版を開始。後年、同社名に商号変更。1980年代以降、主に言語学・日本語教育・英語教育・初年次教育など、学術・教育分野の出版を続ける。

## 所在地
東京都千代田区二番町4-3　二番町カシュービル8階

## 主な出版物
- 1948年 - 鬼頭礼蔵『Tarô to Poti』（検定ローマ字教科書）
- 1960年 - 三上章『象は鼻が長い　―日本文法入門』
- 1982年 - 寺村秀夫『日本語のシンタクスと意味』I-III
- 1998年 - グループ・ジャマシイ『教師と学習者のための日本語文型辞典』
- 2003年 - 久野暲・高見健一『謎解きの英文法』シリーズ
- 2003年 - 日本語記述文法研究会『現代日本語文法』全7巻

　※複数巻の出版物の年号は、初巻刊行時のもの
そのほか、日本語教材『上級へのとびら』、大学初年次教材『知へのステップ』など。